# 브라질 공산당 (1992년)
브라질 공산당(브라질 포르투갈어: Partido Comunista Brasileiro)은 1992년에 설립된 브라질의 공산당이다. 주요 당원으로는 건축가인 오스카르 니에메예르가 있다.